# 8982 Oreshek
8982 Oreshek (1973 SQ3) là một tiểu hành tinh vành đai chính được phát hiện ngày 25 tháng 9 năm 1973 bởi L. V. Zhuravleva ở Đài vật lý thiên văn Crimean.